# Bilderbergconferentie 1956
De Bilderbergconferentie van 1956 werd gehouden van 11 t/m 13 mei 1956 in het Hotel Store Kro in Fredensborg, Denemarken. Vermeld zijn de officiële agenda met Engelstalige onderwerpstitel indien bekend alsmede namen van deelnemers indien bekend. Achter de naam van de opgenomen deelnemers staat de hoofdfunctie die ze op het moment van uitnodiging uitoefenden.

## Agenda
- The causes of the growth of anti-Western blocks, in particular in the United Nations. (De oorzaak van de groei van antiwesterse blokkeringen, in het bijzonder in de Verenigde Naties)
- The role played by anti-colonialism in the relations between Asians and Westerners. (De rol van anti-kolonialisme in de relaties tussen Aziaten en Westerlingen)
- A common approach by the Western world towards China and the emergent nations of South and East Asia. (Een algemene benadering van de Westerse wereld richting China en de landen die verschijnen in Zuid en Oost Azië)
- The Communist campaign for political subversion or control of the newly emancipated countries of Asia. (De Communistische campagne voor politieke verdeeldheid, of controle over de nieuwe verzelfstandigde landen in Azië)
- How best the West can meet Asian requirements in the technical and economic fields. (Hoe goed kan het Westen voldoen aan de Aziatische benodigdheden op technologisch en economisch gebied)

## Deelnemers
- Nederland - Prins Bernhard, prins-gemaal, Nederland, voorzitter
- Nederland - Paul Rijkens, president Unilever

1954 ·
1955 (1) ·
1955 (2) ·
1956 ·
1957 (1) ·
1957 (2) ·
1958 ·
1959 ·
1960 ·
1961 ·
1962 ·
1963 ·
1964 ·
1965 ·
1966 ·
1967 ·
1968 ·
1969 ·
1970 ·
1971 ·
1972 ·
1973 ·
1974 ·
1975 ·
(1976) ·
1977 ·
1978 ·
1979 ·
1980 ·
1981 ·
1982 ·
1983 ·
1984 ·
1985 ·
1986 ·
1987 ·
1988 ·
1989 ·
1990 ·
1991 ·
1992 ·
1993 ·
1994 ·
1995 ·
1996 ·
1997 ·
1998 ·
1999 ·
2000 ·
2001 ·
2002 ·
2003 ·
2004 ·
2005 ·
2006 ·
2007 ·
2008 ·
2009 ·
2010 ·
2011 ·
2012 ·
2013 ·
2014 ·
2015 ·
2016 ·
2017 ·
2018 ·
2019 ·
2020 ·
2021 ·
2022 ·
2023